# 梅多 (內布拉斯加州)
梅多（英語：Meadow）是位於美國內布拉斯加州薩皮縣的非建制地區。

## 歷史
梅多的郵局於1894年設立，1899年關閉後又於1901年重啟，最終於1953年停運。

## 地理
梅多所處的海拔為高於海平面310米（即1017英呎），而該地所採用的時區為UTC-6，即北美中部时区（CST）。同時該地設有夏令時間，為UTC-6調快一小時，即UTC-5（CDT）。